# Malcolm Baldrige

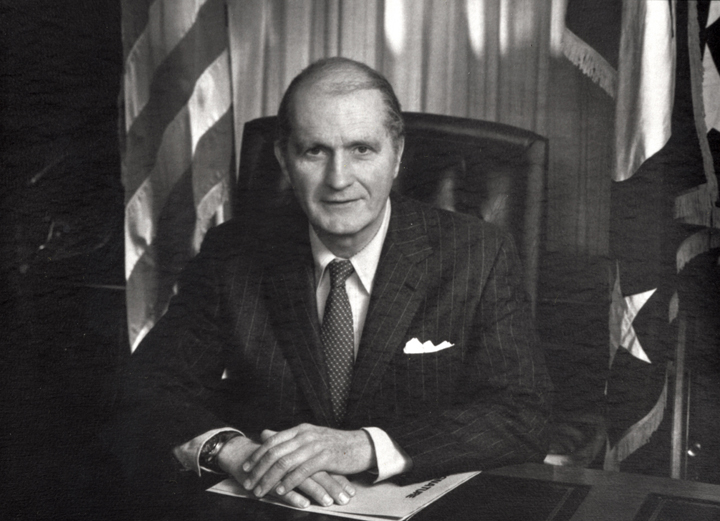
Malcolm Baldrige

Howard Malcolm „Mac” Baldrige (ur. 4 października 1922, zm. 25 lipca 1987) – amerykański polityk, 26. amerykański Sekretarz Handlu w latach 1981-1987.
Zginął tragicznie w wypadku na rodeo.
Jego umiejętności menedżerskie zaowocowały poprawą efektywności i wydajności rządu amerykańskiego.
Jego imieniem nazwana została amerykańska nagroda jakości - The Malcolm Baldrige National Quality Award.